# 鳥仔餅

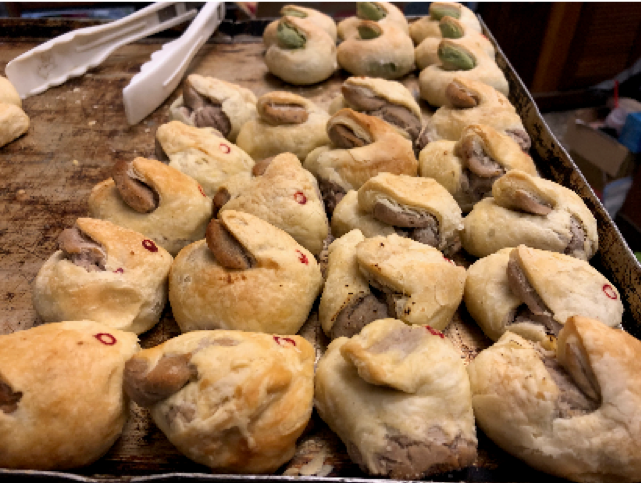

鳥仔餅，一種台灣漢族傳統糕點，是嘉義縣溪口鄉和鄰近的雲林縣大埤鄉傳統糕點。

## 由來
鳥仔餅，是以麵粉、酥油、麥芽糖為麵皮，用地瓜和芋頭為傳統餡料，捏成如一隻如仰望天空的雛鳥，然後再送烘培。有說法是小鳥象徵自由無拘，給當時正處於一種危殆不安的人民有種滿足與尋求解脫的想望，所以糕點才捏成小鳥形狀。
過去是台灣中元普渡，當地人以素食的鳥仔餅取代殺生祭拜的供品。原本只在農曆七月供應，因工費時，所以無法大量生產。後來經過糕餅後代的傳承，已研發多種口味，成了獨特地方名產。